# Arctonotus lucidus
Arctonotus lucidus är en fjärilsart som beskrevs av Jean Baptiste Boisduval 1852. Arctonotus lucidus ingår i släktet Arctonotus och familjen svärmare. Inga underarter finns listade i Catalogue of Life.

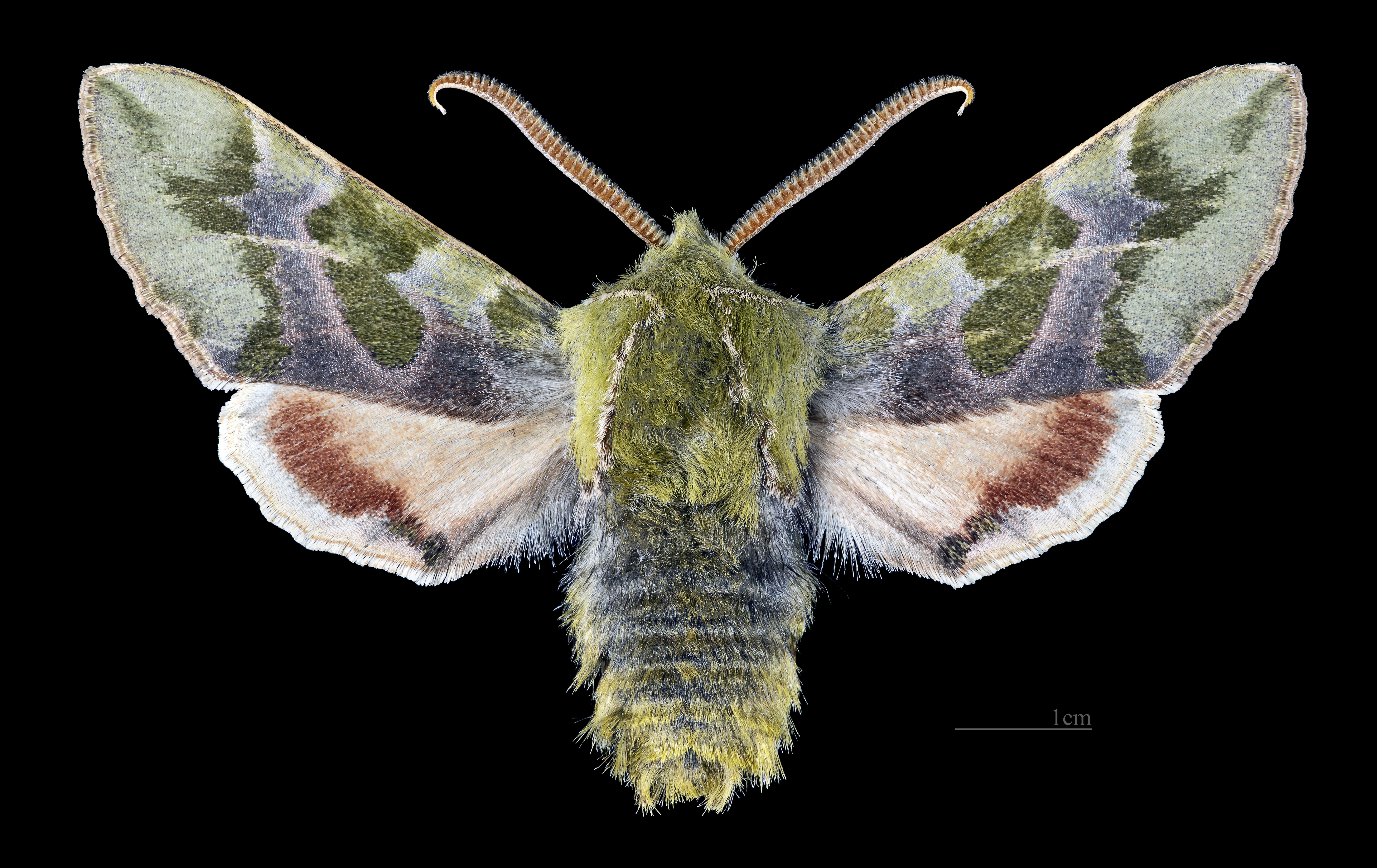
Proserpinus lucidus  ♂
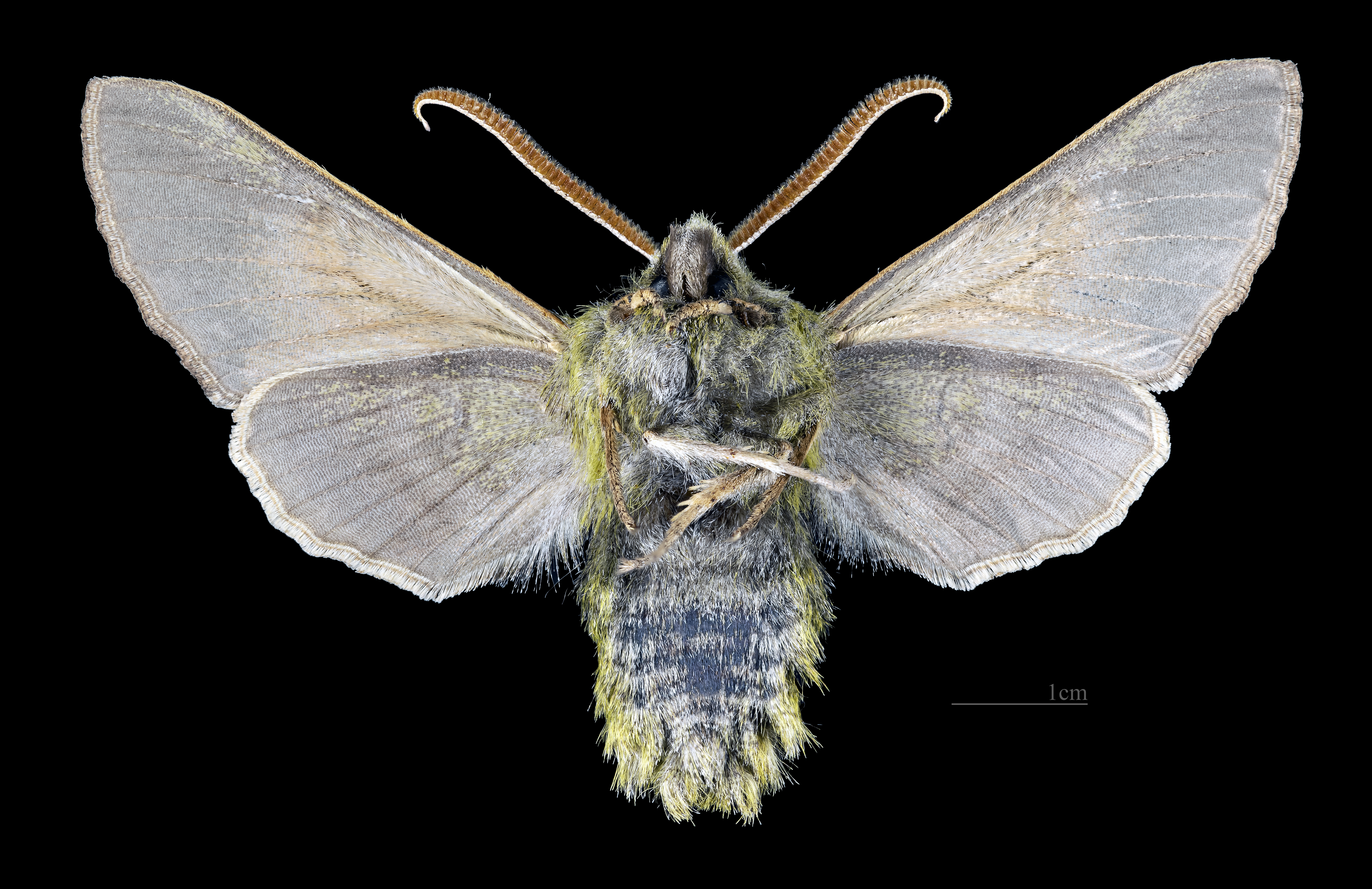
Proserpinus lucidus ♂  △